# Saccharum officinarum
La Saccharum officinarum es una especie de hierba grande del género de la caña de azúcar. Sus tallos robustos son ricos en sacarosa que se acumula en los entrenudos de los tallos. Se originó en Nueva Guinea, y ahora se cultiva en países tropicales y subtropicales de todo el mundo para la producción de azúcar, etanol y otros productos. Saccharum officinarum fue descrita por Carl Linnaeus en 1753.
La S. officinarum es uno de los tipos de caña de azúcar más productivos y más intensamente cultivados. Puede cruzarse con otras especies de caña de azúcar, como S. sinense y S. barberi. Los principales cultivares comerciales son híbridos complejos. Alrededor del 70% del azúcar producido en todo el mundo proviene de S. officinarum e híbridos utilizando esta especie.

## Descripción
La Saccharum officinarum es una planta perenne, crece en grupos que consisten en una serie de tallos fuertes no ramificados. Se forma una red de rizomas debajo del suelo que envía brotes secundarios cerca de la planta madre. Sus tallos varían en color, siendo verde, rosado o morado. Es de crecimiento comparativamente rápido, alcanzando alturas de 3 a 4 metros, tienen un porte semierecto. La principal temporada de crecimiento es primavera y verano. Están articulados, los nudos están presentes en las bases de las hojas alternas. Sus hojas son lanceoladas, de color verde azulado, con márgenes enteros y venación paralela. El follaje es denso. Producen cariópsides marrones ornamentales en primavera.
Los entrenudos contienen una médula blanca fibrosa rica en savia azucarada. Sus hojas son verdes, lineales y alargadas, tienen nervaduras centrales gruesas y bordes aserrados y crecen hasta una longitud de unos 30 a 60 cm y un ancho de 5 cm.  
La inflorescencia terminal es una panícula de hasta 60 cm de largo, una pluma rosada que es más ancha en la base y se estrecha hacia la parte superior. Las espiguillas nacen en ramas laterales y miden alrededor de 3 mm de largo y están ocultas en mechones de pelo largo y sedoso. Los frutos son secos y cada uno contiene una sola semilla. Su cosecha generalmente ocurre antes de que las plantas florezcan, ya que el proceso de floración provoca una reducción en el contenido de azúcar.
La sacarosa en S. officinarum se sintetiza y acumula en las células parenquimatosas de los tallos, aunque algunos polisacáridos solubles pueden producirse transitoriamente con una disminución en el rendimiento de producción de sacarosa y se obtiene un producto cuya apariencia y propiedades producen rechazo por parte del consumidor. La producción de azúcar se ve influenciada por varios factores abióticos desfavorables, como temperatura, estrés salino, déficits nutricionales, sequía o incorrectos sistemas de almacenamiento de preprocesado.

### Cultivo
Prefieren una situación soleada en un suelo moderadamente húmedo, franco arenoso con un pH entre 4 y 7. Necesitando una profundidad de suelo de al menos 61 cm para un buen crecimiento. Las plantas toleran temperaturas de hasta -7 °C y necesitan un período libre de heladas de al menos 52 semanas. Soportan cierta salinidad del suelo, siendo resistentes al suelo anaeróbico, sequía y clima de la ciudad. Requiriendo una cantidad moderada de mantenimiento. Se propaga por siembra, por bulbillos o por esquejes maduros.

## Taxonomía
Saccharum officinarum fue domesticado por primera vez en Nueva Guinea y las islas al este de la Línea Wallace por los papúes. A partir de alrededor de 6000 a. C. se crio selectivamente a partir de S. robustum nativo. Desde Nueva Guinea se extendió hacia el oeste hasta las islas del sudeste asiático después del contacto con los austronesios, donde se hibrida con la S. espontaneum.

## Usos
Porciones de su tallo se han utilizado desde la antigüedad para extraer su jugo dulce por compactación. Se cultivó en Nueva Guinea hace unos 8.000 años con este fin. La extracción del jugo y la ebullición para concentrarlo probablemente se realizó por primera vez en la India hace más de 2000 años. Actualmente, se cultiva en casi todos los países de Asia, de América del Norte, Central y del Sur, en África y Australia. En Europa, en el área entre Málaga y Motril en Andalucía y en la isla de Madeira en Portugal.
Saccharum officinarum y sus híbridos se cultivan para la producción de azúcar, etanol y otros usos industriales en regiones tropicales y subtropicales de todo el mundo. Los tallos y los subproductos de la industria azucarera se utilizan para la alimentación del ganado. Los cerdos alimentados con jugo de caña de azúcar y un suplemento de proteína a base de soya produjeron lechones más fuertes que crecieron más rápido que aquellos con una dieta más convencional. Como su nombre específico (officinarum, "de los dispensarios"), también se usa en la medicina tradicional tanto interna como externamente.